# Il lago incantato
Il lago incantato (Water Babies) è un film del 1935 diretto da Wilfred Jackson. È un cortometraggio d'animazione della serie Sinfonie allegre, distribuito negli Stati Uniti dalla United Artists l'11 maggio 1935. Liberamente ispirato al romanzo di Charles Kingsley The Water-Babies, A Fairy Tale for a Land Baby (1863), fu seguito nel 1938 dal corto Sirenette in festa. Partecipò in concorso alla 3ª Mostra internazionale d'arte cinematografica di Venezia. È stato distribuito in DVD col titolo Giochi nell'acqua.

## Trama
In uno stagno incantato, diverse ninfee si aprono rivelando al loro interno dei bambini che dormono. I bambini si svegliano subito e saltano in acqua, mettendosi a giocare. Quindi una tromba suona e i bambini si muovono verso la riva con l'aiuto di cigni, pesci e barche a foglia. Una volta arrivati oscillano sulle viti e giocano con gli animali, inscenando ad esempio un rodeo e una corrida con le rane. Infine i bambini tornano alle loro foglie di ninfea, recitano le preghiere e si mettono a dormire.

## Distribuzione

### Edizioni home video

#### VHS
America del Nord
- Silly Symphonies! (19 maggio 1987)

#### DVD
Il cortometraggio fu distribuito in DVD-Video nel primo disco della raccolta Silly Symphonies, facente parte della collana Walt Disney Treasures e uscita in America del Nord il 4 dicembre 2001 e in Italia il 22 aprile 2004.